# 圣佩德罗-达阿富拉达
圣佩德罗-达阿富拉达是葡萄牙波尔图区的一个堂区。总面积1平方公里，总人口3442人，人口密度3442人/平方公里。